# Liste von Wolfsbrunnen
In dieser Liste sind Wolfsbrunnen aufgeführt, also Brunnen im öffentlichen Raum, die den Wolf zum Thema haben.

## Wolfsbrunnen
| Bezeichnung                                       | Bild           | Standort                                           | Künstler                    | Errichtung Einweihung | Weitere Informationen                                                         |
| ------------------------------------------------- | -------------- | -------------------------------------------------- | --------------------------- | --------------------- | ----------------------------------------------------------------------------- |
| Märchenbrunnen „Rotkäppchen und der Wolf“         | weitere Bilder | Berlin-Friedrichshain, im Volkspark Friedrichshain | Ignatius Taschner           |                       | Märchenbrunnen „Rotkäppchen und der Wolf“ nach einem Märchen der Brüder Grimm |
| Wolfsbrunnen (Schloss Wolfsbrunn)                 | weitere Bilder | Hartenstein-Stein (Lage)                           |                             |                       |                                                                               |
| Wolfsbrunnen (Heidelberg)                         | weitere Bilder | Heidelberg-Schlierbach (Lage)                      |                             |                       |                                                                               |
| Wolfsbrunnen (Schloss Wolfsbrunnen)               |                | Meinhard, Schloss Wolfsbrunnen (Lage)              |                             |                       |                                                                               |
| Wolfsbrunnen (München) (auch: Rotkäppchenbrunnen) | weitere Bilder | München, Am Kosttor (Lage)                         | Heinrich Düll, Georg Pezold | 1904                  |                                                                               |
| Wolfsbrunnen (Woffelsbach)                        | weitere Bilder | Simmerath, Woffelsbach                             |                             |                       |                                                                               |
| Wolfsbrunnen (Wolfhagen)                          |                | Wolfhagen (Lage)                                   |                             |                       |                                                                               |